# Карнаухова (деревня)
Карнаухова — деревня в Казачинско-Ленском районе Иркутской области России. Входит в состав Казачинского муниципального образования. Находится примерно в 34 км к северо-востоку от районного центра.

## Население
По данным Всероссийской переписи, в 2010 году в деревне проживало 39 человек (18 мужчин и 21 женщина).